# تانگکاک
تانگکاک (به لاتین: Tangkak) یک منطقهٔ مسکونی در مالزی است که در جوهور واقع شده‌است.

## خصوصیات
تانگکاک ۵۲٬۰۱۴ نفر جمعیت دارد.